# Luc Pillot
Luc Pillot (Bar-sur-Seine, 10 de julho de 1959) é um velejador francês. 

## Carreira
Luc Pillot representou seu país nos Jogos Olímpicos de 1984 e 1988, na qual conquistou a medalha de ouro na classe 470 em 1988, e bronze em 1984. 